# サンダー・アンド・ライトニング
『サンダー・アンド・ライトニング』（Thunder and Lightning）は、アイルランド出身のハードロック・バンド、シン・リジィが1983年に発表したアルバム。スタジオ・アルバムとしては、12作目にして最後の作品となった。

## 解説
元タイガース・オブ・パンタンのジョン・サイクスを迎えて録音された。サイクス自身の発言によれば、彼がバンドに加入したのは、ちょうど本作のレコーディングが始まる時期で、既に収録曲のほとんどが作曲されており、サイクスはスタジオの中で「コールド・スウェット」を書いたという。
またこの頃、サイクスは自前のアンプを所有しておらず、ライノットの指示でスタジオに置かれていたPEAVEY製のアンプを使用してレコーディングに挑んだという。サイクス曰く「俺の触った事の無いアンプで、ここから何とかして良い音を引っ張り出さないと！と思いながらあれこれ弄り始めたら、実は結構良い音でね、結局アルバム全編でそのPEAVEYを使ったんだ。」との事。
イギリスでは、1981年11月27日のライヴ音源4曲を含むEPと抱き合わせた限定盤もリリースされた。本作からは、「コールド・スウェット」（全英27位）、「サンダー・アンド・ライトニング」（全英39位）、「夕暮れにて」（全英52位）がシングル・ヒットした。
バンドは、本作の発表に合わせてフェアウェル・ツアーを行う。そして1983年9月になると、ライノットはサイクスやブライアン・ダウニーと共にThree Musketeersというプロジェクトを立ち上げて北欧ツアーを行った。

## 収録曲
1. サンダー・アンド・ライトニング - "Thunder and Lightning" (Brian Downey, Phil Lynott) - 4:55
2. ディス・イズ・ザ・ワン - "This Is the One" (P. Lynott, Darren Wharton) - 4:02
3. 夕暮れにて - "The Sun Goes Down" (P. Lynott, D. Wharton) - 6:18
4. 聖なる戦い - "The Holy War" (P. Lynott) - 5:13
5. コールド・スウェット - "Cold Sweat" (P. Lynott, John Sykes) - 3:06
6. ヒット・バック - "Someday She Is Going to Hit Back" (B. Downey, P. Lynott, D. Wharton) - 4:05
7. ラヴ・アウェイ - "Baby Please Don't Go" (P. Lynott) - 5:11
8. バッド・ハビッツ - "Bad Habits" (Scott Gorham, P. Lynott) - 4:05
9. ハート・アタック - "Heart Attack" (S. Gorham, P. Lynott, D. Wharton) - 3:38

2013年 デラックス・エディション ボーナスディスク（CD2）
Tr.1～6は1981年にハマースミス・オデオンで行われたライブ音源。Tr.7～15はデモ音源。
1. エンジェル・オブ・デス - "Angel of Death" (Lynott, Wharton) - 7:29
2. 甘い言葉に気をつけろ - "Don't Believe a Word" (Lynott) - 8:15
3. エメラルド - "Emerald" (Gorham, Robertson, Downey, Lynott) - 4:17
4. ヤツらはレディ・キラー - "Killer on the Loose" (Lynott) - 5:38
5. ヤツラは町へ - "The Boys Are Back in Town" (Lynott) - 5:09
6. ハリウッド - "Hollywood (Down on Your Luck)" (Gorham, Lynott) - 4:36
7. 夕暮れにて - "The Sun Goes Down" - 6:06
8. バッド・ハビッツ - "Bad Habits" - 4:32
9. ディス・イズ・ザ・ワン - "This Is the One" - 4:21
10. サンダー・アンド・ライトニング  - "Thunder and Lightning" - 4:58
11. コールド・スウェット - "Cold Sweat" - 3:10
12. ラヴ・アウェイ - "Baby Please Don't Go" - 5:38
13. ハート・アタック - "Heart Attack" - 3:41
14. 聖なる戦い - "The Holy War" - 5:17
15. ヒット・バック - "Someday She Is Going to Hit Back" - 4:00

## カヴァー
- サンダー・アンド・ライトニング
  - 屍忌蛇 - カヴァー・アルバム『STAND PROUD! ALL FOR HEAVY METAL』（1998年）に収録。
- コールド・スウェット
  - ソドム - 『Better off Dead』（1990年）に収録[8]。
  - ヨルン・ランデ - 自身のプロジェクト「ヨルン」名義のカヴァー・アルバム『Unlocking the Past』（2007年）に収録[9]。
  - カルマ - 『12 Gauge』（2010年）の日本盤ボーナス・トラックとして収録[10]。
  - メガデス - 『Super Collider』（2013年）に収録[11]。

## 参加ミュージシャン
- フィル・ライノット - ボーカル、ベース
- スコット・ゴーハム - ギター
- ジョン・サイクス - ギター
- ダーレン・ワートン - キーボード
- ブライアン・ダウニー - ドラムス、パーカッション